# Jawa Środkowa
Jawa Środkowa (indonez. Jawa Tengah) − prowincja w Indonezji w centralnej części Jawy. Powierzchnia wynosi 32 800,7 km²; liczy 37 mln mieszkańców (2021); stolica Semarang.
Obejmuje środkową część Jawy z wyjątkiem wydzielonego okręgu specjalnego Jogyakarta. Powierzchnia na północy i południu prowincji nizinna, przez środkową część przebiega pasmo gór z najwyższymi szczytami Slamet (3428 m n.p.m.), Sundoro (3151 m n.p.m.), Sumbing (3371 m n.p.m.). 
Prowincja o charakterze rolniczym (ryż, trzcina cukrowa, kawa, tytoń, herbata, palma kokosowa, kauczuk); w miastach przemysł gł. spożywczy, tytoniowy, włókienniczy; rybołówstwo; rozwinięta turystyka.
Dobrze zorganizowana sieć dróg i kolei; 3 duże porty lotnicze; najważniejsze porty morskie: Tanjung Emas (koło Semarang, nad morzem Jawajskim) i Cilacap (nad Oceanem Indyjskim).